# Saint-Michel-sur-Rhône
Saint-Michel-sur-Rhône este o comună în departamentul Loire din sud-estul Franței. În 2009 avea o populație de 756 de locuitori.

## Evoluția populației
| An        | 1975 | 1982 | 1990 | 1999 | 2006 | 2009 |
| --------- | ---- | ---- | ---- | ---- | ---- | ---- |
| Populație | 344  | 503  | 613  | 637  | 741  | 756  |